# آنتونیو دانتونی
آنتونیو دانتونی (به انگلیسی: Antonio D'Anton) (۲۵ ژوئن ۱۸۰۱ – ۱۸ اوت ۱۸۵۹) یک آهنگساز ایتالیایی اپرا بود.

## زندگی و حرفه
آنتونیو در یک خانواده اهل موسیقی در پالرمو به دنیا آمد. او در سال ۱۸۱۳ در سن ۱۲ سالگی به دلیل یک اجرا در روز سنت کسیلیا به شهرت رسید. تا سال ۱۸۱۷ او تبدیل به مدیر موسیقی شهر شد. او که دوست جاکومو مایربر، وینچنتزو بلینی و گائتانو دونیزتی بود در انگلیس، فرانکفورت، ونیز و فلورانس به کار موسیقی مشغول بود تا در نهایت در تریسته ساکن شد. در سال ۱۸۲۸ او به مدیریت انجمن فیلارمونیک و دراماتیک تریسته رسید. از جمله آثار او برای این انجمن تولید یک کانتات بود.